# مارتاسویل (میزوری)
مارتاسویل (به انگلیسی: Marthasville) یک شهر در ایالات متحده آمریکا است که در شهرستان وارن، میزوری واقع شده‌است. مارتاسویل ۲٫۲۳ کیلومتر مربع مساحت و ۱٬۱۳۶ نفر جمعیت دارد و ۱۷۱ متر بالاتر از سطح دریا قرار دارد.